# Mellersta Förstaden
Mellersta Förstaden är en historisk stadsdel i Malmö.
Stadsdelen tillkom 1890 genom beslut av magistraten i Malmö stad, i huvudsaklig överensstämmelse med stadsingenjör Jöns Åbergs förslag till stadsdelsindelning, och omfattade då kvarteren 1 Almen, 2 Boken, 3 Cedern, 4 Dadeln, 5 Eken och 6 Furan. År 1957 avgränsades stadsdelen av södra sidan av Föreningsgatan, västra sidan av Sallerupsvägen, till Östra kyrkogården, del av denna, norra sidan av Ronnebygatan till Nobelvägen, östra delen av Nobelvägen till Spångatan, södra sidan av Spångatan, östra sidan av Bergsgatan och Amiralsgatan till Föreningsgatan. Detta område motsvarar ungefär de nuvarande delområdena Emilstorp (norra delen), Håkanstorp, Katrinelund, Norra Sorgenfri, Värnhem, Västra Sorgenfri och Östra Sorgenfri.